# Telefonia cyfrowa
Telefonia cyfrowa (ang. Digital telephony) – system odbioru i przesyłania dźwięków na odległość za pomocą urządzeń cyfrowych. W latach 60. XX wieku dotychczasowy analogowy system został niemal całkowicie zastąpiony przez cyfrowy rdzeń. Jej rozpowszechnienie pozwoliło na obniżenie kosztów użytkowania usług telefonicznych oraz na uruchomienie nowych usług sieciowych, takich jak Integrated Services Digital Network.
Etapy rozwoju telefonii cyfrowej:
- wczesne eksperymenty PCM
- 8-bitów,8-Khz jest rozwinięciem Twierdzenia Nyquista (Zasada, według której do uniknięcia zniekształceń sygnału PCM niezbędne jest próbkowanie sygnału wejściowego z częstotliwością co najmniej dwukrotnie wyższą od najwyższej z występujących w analizowanym sygnale.) i standardowego pasma telefonii 3.5kHz
- DS0 jest podstawą telefonii cyfrowej standardowe Bitstream (Bitstream Access)
- Nielinearna kwantyzacja: A-law (modulacja A-law kodowanie w PCM wykorzystywane do kodowania mowy, standard CEPT) przeciwko μ-law i transkodowanie między nimi dwoma.
- BER (Bit Error Rate) i zrozumiałość.
- Pierwsze praktyczne cyfrowe systemy telefoniczne oddawane do użytku
- USA T-system nośny i europejski E-system nośny rozwinięte do przeprowadzania telefonii cyfrowej.
- Wprowadzenie w pełni cyfrowych systemów elektronicznych przełączania
- Problem z bit-okradaniem
- Rozwój SS7 – Signaling System 7
- Pojawienie się sieci optycznych pozwala na większą niezawodność i zdolność zaproszenia
- Przejście od PDH do transmisji synchronicznej systemów jak SONET / SDH
- Cyfrowe/optyczne systemy zrewolucjonizowały międzynarodowe dalekobieżne sieci, szczególnie podwodne kable
- Cyfrowe centrale telefoniczne wyeliminowanie ruchomych części, wymiana sprzętu na znacznie mniejsze i bardziej niezawodne
- Oddzielenie funkcji koncentratora i wymiany
- Roll-out cyfrowych systemów w całej PSTN
- Świadczenia usług Inteligentnych Sieci (Sieci inteligentne)
- Cyfrowe kodowanie mowy i kompresja
- Wypowiedzi na międzynarodowych
- Wprowadzenie cyfrowych telefonii komórkowych, wyspecjalizowanych algorytmów kompresji dla wysokich wskaźników błędów